# Haiyore! Nyaruko-san
Haiyore! Nyaruko-san (這いよれ! ニャル子さん? lett. "Striscia! Nyaruko-san") è una serie di light novel giapponese scritta da Manta e illustrata di Koin, ispirata al mito di Cthulhu di H. P. Lovecraft. La SB Creative ha pubblicato sette volumi della serie. Una serie di nove Original net anime (ONA) realizzati in flash dalla DLE intitolata Haiyoru! Nyaruani è stata pubblicata fra l'ottobre 2009 ed il marzo 2010. Una serie televisiva anime in flash della DLE, Haiyoru! Nyaruani: Remember My Mr. Lovecraft, è andata in Giappone fra il dicembre 2011 ed il febbraio 2012. Un'altra serie televisiva anime prodotta dalla Xebec è iniziata il 9 aprile 2012. Sono state anche prodotte due serie manga.  Ad aprile 2013, sempre prodotta dalla Xebec, è iniziata la seconda stagione intitolata Haiyore! Nyaruko-san W (這いよれ！ニャル子さん W ?) mentre a maggio 2015 è stato trasmesso nei cinema giapponesi lo speciale Haiyore! Nyaruko-san F.

## Trama
La storia di Haiyore! Nyaruko-san ruota intorno a Nyaruko, la divinità senza forma del caos (Nyarlathotep), in grado di assumere la forma di una comune studentessa dai capelli chiari. Mahiro Yasaka è uno studente normale delle scuole superiori che si ritrova a dover fuggire da un rapimento alieno, fino al momento in cui Nyaruko arriva in suo soccorso.

## Personaggi

I personaggi di Haiyore! Nyaruko-san nell'anime

### Personaggi principali
Mahiro Yasaka (八坂 真尋?, Yasaka Mahiro)
Doppiato da: Eri Kitamura
Un ragazzo umano che per una serie di sfortunate coincidenze si ritrova sotto la protezione di Nyaruko. Tende ad attaccare gli alieni a forchettate ogni volta che lo fanno arrabbiare. A quanto pare i suoi attacchi sono talmente veloci che ancora nessun alieno è mai riuscito a schivarli. In un primo momento è riluttante all'idea di ospitare in casa Nyaruko e in seguito Kuko e Hasuta, tanto che vorrebbe metterli alla porta, ma nel corso della storia comincia a diventare più tollerante verso le loro azioni. Secondo Nyaruko e Kuko, l'aspetto di Mahiro è stranamente attraente per gli alieni, il che spiega perché Nyaruko si è innamorata di lui semplicemente dopo aver visto una sua foto, così come il motivo per cui alcuni criminali alieni volevano rapirlo.
Nyarlathotep (ニャルラトホテプ?, Nyaruratohotepu) / Nyaruko (ニャル子?)
Doppiata da: Kana Asumi
Una Nyarlathotepiana (aliena di Nyarlathotep) che viene inviata dall'Agenzia Spaziale per la Difesa sulla Terra per proteggere Mahiro Yasaka e che finisce per innamorarsi di lui. Solitamente assume la forma umana di una ragazza dai lunghi capelli color argento, ma sembrerebbe essere capace di assumere le forme solitamente descritte nei libri di Lovecraft. Tuttavia non lo fa mai dato che una simile visione traumatizzerebbe chiunque. Ha un atteggiamento amichevole con Mahiro ed è sempre pronta ad inseguirlo dappertutto, ma quando ci sono eventuali alieni ostili dimostra di saper fare uso anche della forza bruta (come all'inizio del primo episodio, quando ne uccide uno semplicemente trafiggendolo con la mano). Mostra subito una grande ossessione verso la cultura otaku. Quando si stabilisce in casa di Mahiro, non solo si inventa il nome Nyaruko Yasaka e finge di essere sua cugina, ma inizia anche a frequentare la sua stessa scuola. La sua età è sconosciuta in quanto sia lei che Kuko cambiano sempre discorso ogni volta che Mahiro diventa troppo curioso o fa domande sulla sua età, anche se lei stessa afferma di essersi già laureata al college spaziale. Sembra essere molto intelligente e piuttosto sicura di sé, essendosi laureata presso una delle migliori università al top della sua classe ed essendo entrata nell'Agenzia Spaziale della Difesa dopo il suo esame. È anche più che benestante, in quanto spende un sacco di soldi in manga, anime e videogiochi per adulti. Come agente speciale, utilizza il CQC Spaziale ("Close Quarters Combat", uno spazio che però non si limita soltanto alle armi tipiche del combattimento ravvicinato, bensì può essere definito liberamente dall'utente) principalmente per combattere. Nyaruko sostiene di essere una delle migliori combattenti sulla Terra, affermando che il suo livello di combattimento è di 530.000, mentre quello di un normale contadino, armato con un fucile da caccia, è di 5 (una parodia di Dragon Ball Z). Nonostante ciò, anche lei non riesce mai a schivare gli attacchi della forchetta di Mahiro, e ogni volta che questi riesce a colpirla grida delle strane parole invece dei classici "Ahi" di dolore. La sua forma più potente assomiglia a un Kamen Rider vestito di un'armatura nera che copre il suo corpo interamente.
Cthugha (クトゥグア?, Kutugua) / Kūko (クー子?)
Doppiata da: Miyu Matsuki
Una Cthughana (aliena di Cthugha) capace di assumere la forma di una ragazza magra dai capelli rossi. È innamorata in maniera morbosa di Nyaruko nonostante la sua razza sia l'arcinemesi dei Nyarlathotepiani, ed è molto appiccicosa nei suoi confronti, soprattutto quando sta troppo attaccata a Mahiro. Kūko è infatti ostile verso il protagonista e all'inizio della storia lo minaccia addirittura di stare lontano da Nyaruko, ma col passare del tempo comincia a diventare più amichevole. Si trasferisce nella stessa scuola di Mahiro e si inventa l'identità di Kūko Yasaka, la "moglie" di Nyaruko. Anche lei è ossessionata dalla cultura otaku e in particolare dai videogiochi. Era la compagna di classe di Nyaruko ed Hasuta alla scuola elementare spaziale e sembra avere la loro stessa età, sebbene lei sia poi diventata una NEET dopo il diploma di scuola superiore. Più tardi è riuscita ad entrare nell'Agenzia Spaziale per la Difesa e ad affiancare Nyaruko come sua collega grazie allo zio, un dipendente del dipartimento delle risorse umane all'interno dell'Agenzia. Ha nascosto i suoi sentimenti per Nyaruko alla sua famiglia ed ha mentito dicendo che Mahiro è il suo fidanzato, in quanto l'amore tra Nyarlathotepiani e Cthughani è considerato una vergogna, ma sembra anche provare qualcosa per davvero nei confronti di Mahiro. Possiede il potere del fuoco ed è in grado di controllare sfere infuocate, calore, o droni sparalaser (si riferisce a loro come CQC Spaziale - versione Cthugha). La sua forza in combattimento è inferiore a quella di Nyaruko e la sua forma da battaglia le copre la parte inferiore del corpo con motivi rosso fuoco.
Hastur (ハスター?, Hasutā) / Hasuta (ハス太?)
Doppiato da: Rie Kugimiya, Tomokazu Seki (da giovane)
Un Hasturiano (alieno di Hastur) che stava nella stessa classe di scuola elementare spaziale di Nyaruko e Kūko. È il figlio del proprietario della CCE (Carcosa Computer Entertainment, parodia della Sony Computer Entertainment), una famosa azienda di videogiochi nello spazio. Inizialmente giunge sulla Terra con l'incarico di ottenere degli intel di intrattenimento da Yoriko, la madre di Mahiro, ma più tardi, non essendo riuscito nell'impresa, viene assunto come agente dell'Agenzia Spaziale per la Difesa e rimane sul pianeta come collega di Nyaruko e Kūko. Prova una strana attrazione verso Mahiro e si iscrive alla sua stessa scuola sotto il nome di Hasuta Yasaka. Possiede il potere dell'aria e combatte generando venti molto forti oppure creando lame/zone di vuoto vicino ai nemici. È noto essere più forte sia di Nyaruko che di Kūko, in quanto è colui che interrompeva sempre i loro litigi a scuola. La sua forma normale oltre a sembrare calma, obbediente e timida, può anche essere facilmente scambiata per una giovane ragazza. Al contrario, la sua forma da combattimento gli fa invece assumere una personalità e un aspetto più maturi.

### Umani
Yoriko Yasaka (八坂 頼子?, Yasaka Yoriko)
Doppiata da: Kikuko Inoue (drama-CD), Aya Hisakawa (anime)
La madre di Mahiro, che è in realtà una cacciatrice di mostri fin dai tempi del college. Ha un aspetto giovanile, il che rende difficile credere che lei abbia partorito ai tempi del liceo. Nasconde il suo vero lavoro al figlio fino al suo ritorno a casa durante la storia. Nonostante la sua professione, si dimostra gentile con gli alieni amichevoli, tanto che accetta Nyaruko, Kuko e Hasuta in casa lasciandoli infastidire Mahiro. All'inizio consiglia a Nyaruko di proseguire con calma nel suo rapporto col figlio prima di passare a cose più serie, ma poi, dopo essere stata salvata da loro, permette ai due di fare come meglio credono. Proprio come Mahiro, usa le forchette per attaccare gli avversari, tuttavia è più brava di lui e può trasportare più "munizioni". Va matta per i videogiochi ed acquista console da gioco differenti ogni volta che ritorna a casa. Ha anche l'abitudine di abbracciare spesso il figlio, sostenendo che così reintegra i suoi "figlionium", ma Mahiro afferma che in realtà questa è una scusa che si è inventata per stargli vicino quando si sente un po' giù.
Takehiko Yoichi (余市 健彦?, Yoichi Takehiko)
Doppiato da: Wataru Hatano
Il rappresentante di classe di Mahiro, Nyaruko, Kūko e Hasuta. È un amico di Mahiro che spesso gli dà alcuni consigli a scuola.
Tamao Kurei (暮井 珠緒?, Kurei Tamao)
Doppiata da: Yuka Ōtsubo
Una compagna di classe di Mahiro, Nyaruko, Kūko e Hasuta. È una ragazza molto loquace che ama sentire e diffondere pettegolezzi nella classe. Diventa un'amica intima di Nyaruko e le dà spesso dei consigli per conquistare Mahiro, nonostante cada in depressione ogni volta che i suoi piani falliscono. In realtà anche lei sembra provare qualcosa per Mahiro, ma ha deciso di lasciarlo perdere e sostenere Nyaruko poiché sente di non avere alcuna possibilità con lui.

### Alieni
Kūne (クー音?)
Doppiata da: Ryōka Yuzuki
Shantak-kun (シャンタッ君?, Shantakkun)
Doppiata da: Tomoko Kaneda (drama-CD), Satomi Arai (anime)
Luhy Distone (ルーヒー・ジストーン?, Rūhī Jisutōn)
Doppiata da: Mariko Kouda
Atko (アト子?, Atoko)
Doppiata da: Azusa Kataoka
Ghutatan (グタタン?, Gutatan)
Doppiata da: Shiori Mikami

### Antagonisti
Nodens (ノーデンス?)
Doppiato da: Bin Shimada
Nyaruo (ニャル夫?)
Doppiato da: Takeshi Kusao
Lloigor (ロイガー?, Roigā)
Doppiato da: Jōji Nakata

## Media

### Light novel
Haiyore! Nyaruko-san è iniziata come una serie di light novel scritta da Manta Aisora con illustrazioni di Koin. Il primo volume è stato pubblicato il 15 aprile 2009 dalla SB Creative per l'etichetta GA Bunko. Al 17 marzo 2014 sono stati pubblicati dodici volumi della serie.

### Anime
Una serie di nove original net anime (ONA) in flash intitolata Haiyoru! Nyaruani (這いよる!ニャルアニ?) è stata prodotta dalla DLE e diretta da Azuma Tani. Il primo episodio è stato trasmesso in streaming il 23 ottobre 2009. Gli episodi successivi sono stati pubblicati il 19 dicembre 2010 in DVD come parte del terzo volume di GA Magazine. Tutti i nove episodi sono stati pubblicati il 15 marzo 2012 come parte di Haiyore! Nyaruko-san 4: Special Box (這いよれ!ニャル子さん4 スペシャルボックス? ISBN 978-4-7973-5782-0). I primi otto episodi hanno una durata di circa due minuti, mentre l'ultimo episodio dura circa sei minuti.
Un'altra serie anime intitolata Haiyoru! Nyaruani: Remember My Mr. Lovecraft (這いよる!ニャルアニ リメンバー・マイ・ラブ（クラフト先生）?, Hayoru! Nyaruani: Rimenbā Mai Rabu(kurafuto-sensei)), sempre prodotta dalla DLE e diretta da Azuma Tani, è andata in onda per undici episodi fra il 10 dicembre 2010 ed il 25 febbraio 2011. Ogni episodio ha una durata di circa cinque minuti, di cui la prima metà contenente la storia dell'episodio è animato in flash, mentre la seconda metà e la sigla finale è in animazione regolare. Il dodicesimo episodio della serie è stato pubblicato in forma di original video animation incluso nel Haiyoru! Nyaruani 1&2 Perfect Box, una raccolta in DVD contenente entrambe le serie in flash.
Un'altra serie televisiva anime prodotta dallo studio Xebec è iniziata in Giappone il 9 aprile 2012. La serie è trasmessa contemporaneamente in streaming da Crunchyroll, insieme alla due precedenti serie in flash, con il nome Nyarko-san: Another Crawling Chaos. Da aprile 2013 viene trasmessa, sempre prodotta dalla Xebec, la seconda stagione intitolata Haiyore! Nyaruko-san W (這いよれ！ニャル子さん W ?)

#### Episodi
| Nº                                                        | Giapponese 「Kanji」 - Rōmaji | In onda          | In onda |
| Nº                                                        | Giapponese 「Kanji」 - Rōmaji | Giapponese       |         |
| Haiyoru! Nyaruani (ONA) (9 episodi)                       | |                  |         |
| 1                                                         | 「けんてい」 - Kantei | 23 ottobre 2009  |         |
| 2                                                         | 「忠誠心」 - Chūseishin |                  |         |
| 3                                                         | 「抱きまくら」 - Dakimakura |                  |         |
| 4                                                         | 「ギャルゲー」 - Gyaru Gē |                  |         |
| 5                                                         | 「RPG」 - RPG |                  |         |
| 6                                                         | 「つづく?」 - Tsuzuku? |                  |         |
| 7                                                         | 「クッキング」 - Kukkingu |                  |         |
| 8                                                         | 「触れ得ざる聖域」 - Fureuzaru Seiiki |                  |         |
| 9                                                         | 「初恋」 - Hatsukoi | 15 marzo 2010    |         |
| Haiyoru! Nyaruani: Remember My Mr. Lovecraft (12 episodi) | |                  |         |
| 1                                                         | 「人じゃありませんから」 - Hito ja arimasen kara | 10 dicembre 2010 |         |
| 2                                                         | 「エンドレス クリスマス」 - Endoresu kurisumasu | 17 dicembre 2010 |         |
| 3                                                         | 「いざ 即売会へ」 - Iza sokubaikai e | 24 dicembre 2010 |         |
| 4                                                         | 「真尋、はじめての裸エプロン！」 - Makoto jin, hajimete no hadaka epuron! | 7 gennaio 2011   |         |
| 5                                                         | 「ニャル子と真尋のラブラブ湯けむり温泉旅行」 - Nyaruko to mahiro no raburabu yukemuri onsen ryokō | 14 gennaio 2011  |         |
| 6                                                         | 「生き埋め」 - Ikiume | 21 gennaio 2011  |         |
| 7                                                         | 「きのこマスター」 - Kinoko masutaa | 28 gennaio 2011  |         |
| 8                                                         | 「内容未定」 - Naiyō mitei | 4 febbraio 2011  |         |
| 9                                                         | 「銀河系を滅ぼし兼ねない危機が迫り来たとて、それを虫の知らせ程に感じとることも適わない一介の高校生である真尋にとって明日の太陽が必ずしもいつもと同じ方角から同じ速度で同じ軌跡を辿って昇り同じ輝度で輝くなんて保証は何処にもないのだという漠然とした不安を感じることさえ時は感情を押し流し少年は如何にして心配することをやめて少女を愛するようになったか」 - Gingakei wo horobo shi kane nai kiki ga semari kita tote, sorewo mushi no shirase hodo ni kanji torukotomo kanawa nai ikkai no kōkōsei dearu makoto tazuni totte ashita no taiyō ga kanarazushimo itsumoto onaji hōgaku kara onaji sokudo de onaji kiseki wo tadotte nobori onaji kido de kagayaku nante hoshō ha doko nimonainodatoiu bakuzen toshita fuan wo kanji rukotosae toki ha kanjō wo oshi nagashi shōnen ha ikani shite shinpai surukotowoyamete shōjo wo aisu ruyōninattaka | 11 febbraio 2011 |         |
| 10                                                        | 「内容未定」 - Naiyō mitei | 18 febbraio 2011 |         |
| 11                                                        | 「リメンバー・マイ・ラブ」 - Rimenbaa. mai. rabu | 25 febbraio 2011 |         |
| 12                                                        | 「後日談的な」 - Gojitsudan tekina | 1º aprile 2011   |         |
| Nyarko-san: Another Crawling Chaos (12 episodi)           | |                  |         |
| 1                                                         | 「第三種接近遭遇、的な」 - Daisan-shu Sekkin Sōgū-teki | 9 aprile 2012    |         |
| 2                                                         | 「さようならニャル子さん」 - Sayōnara Nyaruko-san | 16 aprile 2012   |         |
| 3                                                         | 「八坂真尋は静かに暮らしたい」 - Yasaka Mahiro wa shizuka ni kurashitai | 23 aprile 2012   |         |
| 4                                                         | 「マザーズ・アタック！」 - Mazāzu atakku! | 30 aprile 2012   |         |
| 5                                                         | 「大いなるXの陰謀」 - Ōinaru X no inbō | 7 maggio 2012    |         |
| 6                                                         | 「マーケットの中の戦争」 - Māketto no naka no sensō | 14 maggio 2012   |         |
| 7                                                         | 「碧いSAN瑚礁」 - Aoi SANgoshō | 21 maggio 2012   |         |
| 8                                                         | 「ニャル子のドキドキハイスクール」 - Nyaruko no doki doki haisukūru | 28 maggio 2012   |         |
| 9                                                         | 「僕があいつであいつが僕で」 - Boku ga aitsu de aitsu ga boku de | 4 giugno 2012    |         |
| 10                                                        | 「超時空の覇者」 - Chō Jikū no Hasha | 11 giugno 2012   |         |
| 11                                                        | 「星から訪れた迷い子」 - Hoshi kara Otozureta Mayoigo | 18 giugno 2012   |         |
| 12                                                        | 「夢見るままに待ちいたり」 - Yume Miru Mama ni Machiitari | 25 giugno 2012   |         |

#### Colonna sonora
Sigla di apertura
- "Koi suru otome no catharsis" (恋する乙女のカタルシス?) cantata da LISP (1ª serie TV)
- "Taiyou iwaku moe yo chaos" (太陽曰く燃えよカオス?) cantata da Ushiro kara Haiyoritai G (Kana Asumi, Miyu Matsuki e Yuka Ootsubo) (2ª serie TV)

Sigla di chiusura
- "Suki, suki, daisuki" (好き、好き、大好き。?) cantata da Kana Asumi (ONA)
- "Zutto Be with You" cantata da Kana Asumi (2ª serie TV)

### Manga
Un manga ispirato alla serie ed intitolato Haiyore! Nyaruko-san è stato realizzato da Kei Okazaki ed è stato serializzato sulla rivista Miracle Jump della Shūeisha dal 6 maggio 2011 al 10 aprile 2013. Un manga yonkoma intitolato Haiyore! Super Nyaruko-chan Time (這いよれ！スーパーニャル子ちゃんタイム?) è stato realizzato da Sōichirō Hoshino ed è stato serializzato su Flex Comix Blood della Flex Comix dal 5 ottobre 2011 al 12 novembre 2014.